# ニコライ・スリュニコフ
ニコライ・ニキトヴィチ・スリュニコフ（ロシア語: Николай Никитович Слюньков、ラテン文字転写の例：Nikolai Nikitivich Slyunkovc、ベラルーシ語: Мікалай Мікітавіч Сьлюнькоў、1929年4月26日 – 2022年8月9日）は、ソビエト連邦の政治家。1983年から1987年まで白ロシア共産党（現ベラルーシ共産党）中央委員会第一書記。ソ連共産党政治局員候補、同党中央委員会書記。白ロシア人。

## 来歴・人物
1929年4月26日、ソビエト連邦白ロシア共和国ホメリ県（現在のベラルーシ共和国ホメリ州）にて農民の家庭に生まれる。1950年にミンスク自動車技術学校を卒業し、1954年から1962年まで白ロシア農業機械化大学に学ぶ。1954年にはソ連共産党に入党している。
1960年から1965年までミンスクトラクター工場支部支配人、1965年から1972年にはミンスクトラクター工場支配人、ミンスクトラクター製造協会総支配人を務めた。1972年にミンスク市共産党委員会第一書記に就任。レオニード・ブレジネフ時代の1974年にはソ連国家計画委員会（ゴスプラン）副議長となり、1983年白ロシア共産党中央委員会第一書記となった。
ミハイル・ゴルバチョフがソ連共産党書記長に就任すると、1986年に党中央委員を経て政治局員候補に選出。1987年から1990年までソ連共産党中央委書記を務め、この間、1987年から1988年まで、党中央委経済部長も務めた。1988年から1990年まで党中央委社会・経済政策委員会議長。第7期、10期、11期ソ連最高会議代議員やソ連人民代議員にも選出された。1990年に引退し、以降はミンスクに居住。2022年8月9日に93歳で死去した。